# Brachyale pterolophioides
Brachyale pterolophioides är en skalbaggsart som beskrevs av Stefan von Breuning 1963. Brachyale pterolophioides ingår i släktet Brachyale och familjen långhorningar. Inga underarter finns listade.